# Veliki Borištof
Veliki Borištof (njemački: Großwarasdorf, mađarski: Nagybarom) je naseljeno mjesto u austrijskoj saveznoj državi Gradišću, administrativno pripada Kotaru Gornja Pulja, s većinskim hrvatskim stanovništvom. Dijelovi naselja su Großwarasdorf/Veliki Borištof, Kleinwarasdorf/Mali Borištof, Langental/Longitolj i Nebersdorf/Šuševo.

## Upravna organizacija
Područje općine Velikog Borištofa obuhvaća četiri naselja. Broj stanovnika tih četiriju naselja prema stanju 31. listopada 2011.:
- Veliki Borištof (554)
- Mali Borištof (456)
- Longitolj (93)
- Šuševo (356)

## Stanovništvo
Veliki Borištof prema podatcima iz 2010. godine ima 1.509 stanovnika. 2001. godine naselje je imalo 1.647 od čega 1.343 Hrvata, 22 Mađara i 245 Nijemaca.

## Poznate osobe
- Lovrenc Bogović
- Ivan Mušković
- Mihovilj Naković (1840. – 1900.), učitelj i reformator znakova hrvatske abecede
- Ivan Berlaković, hrv. svećenik i pisac iz Gradišća
- Robert Berlaković (1900. – 1994.),  političar
- Andreas Berlaković (1931. – 2008.) austrijski diplomat, veleposlanik i slikar
- Nikolaus Berlakovich (1961.– ), gradonačelnik, političar koji je djelovao na razini Gradišća i Austrije
- Ignaz Horvath (1895. – 1973.), duhovnik i političar
- Johann Karall (1934. – 2008.), političar, zemaljski službenik, izbornik košarkaške reprezentacije
- Lorenz Karall (1894. – 1965.), pravnik i političar, predsjednik zemaljske vlade Gradišća
- Tome Kačić (1919. – 2004.), pravnik i političar
- Rudolf Klaudus (1895. – 1979.), slikar, pedagog i publicist
- Johann Müller (1924. – 2006.), upravni pravnik i političar
- Demetrius Rozenits (1874. – 1933.), duhovnik i političar
- Joško Vlašić (1950.), glumac, učitelj, rock-glazbenik i zastupnik u Landtagu
- Alessandro Barberi (1971.), socijalni i medijski znanstvenik
- Fridrik Bintinger, novinar i publicist austrijskih Hrvata
- Jürgen Berlaković, glazbenik, romanopisac, literarno-glazbeni akcionist

## Literatur
- 1195 - 1995 - 800 Jahre Grosswarasdorf. Herausgegeben von der Gemeinde Großwarasdorf und von der Arbeitsgemeinschaft Kroatischer Kommunalpolitiker in Oberpullendorf, Rötzer-Druck Eisenstadt.
- 775 Jahre Nebersdorf – 775 ljet Šuševo: 1225–2000. Hrsg. v. Gemeinde Großwarasdorf. Großwarasdorf 2000.
- Peter Paul Horvath: Vereine und andere soziokulturelle Institutionen als Konstitutionsfaktor zweisprachigen Alltagslebens auf lokaler Ebene: gezeigt am Fallbeispiel der bilingualen Ortschaft Großwarasdorf. Diplomarbeit, Universität Wien 2004.

## Vanjske poveznice
- Internet stranica naselja